# 오다시티

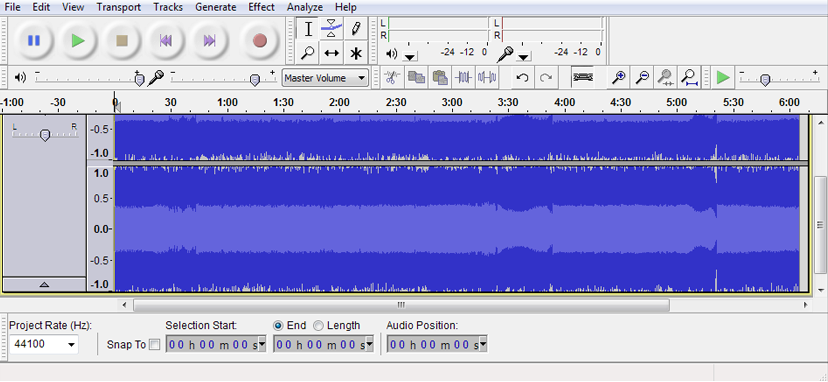

오대시티(Audacity)는 소리 편집기 가운데 하나다. 소스는 GNU 일반 공중 사용 허가서하에 배포된다. 그래픽 사용자 인터페이스(GUI)는 wxWidgets를 이용한 것이다.
2000년 당시 카네기멜론 대학교의 대학원생이었던 Dominic Mazzoni가 창시하여 지금도 계속 관리하고 있다(현재 그는 구글에서 일하고 있다).

## 기능
- WAV, MP3(LAME MP3 인코더를 이용), OGG 보비스 등의 파일 포맷 가져오거나 내보내기
- 소리 녹음 및 재생 기능
- 잘라내기, 복사, 붙여넣기, 무제한 되돌리기 기능
- 다중 트랙 믹싱 기능
- 디지털 효과 및 효과 플러그인
- 진폭 크기 편집
- 잡음 제거
- 다중 채널 모드 지원